# Elezioni presidenziali negli Stati Uniti d'America del 1932
Le elezioni presidenziali negli Stati Uniti d'America del 1932 si svolsero l'8 novembre. La sfida oppose il presidente repubblicano uscente Herbert Clark Hoover e il candidato democratico Franklin Delano Roosevelt. Roosevelt fu eletto presidente.
La questione centrale fu la grande depressione, scoppiata nel 1929 e ancora in fase acuta. La tornata elettorale oppose le politiche a favore dei privati di Hoover contro le proposte più interventiste e favorevoli al maggiore stato sociale del New Deal. Il proibizionismo fu una questione secondaria importante.
Roosevelt vinse con margini molto ampi: il candidato democratico ottenne i delegati di tutti gli stati al di fuori del nordest, e nel voto popolare superò di 7 milioni l'uscente.
L'esito dell'elezione ebbe importanti conseguenze per la storia del paese. La popolarità di Roosevelt e del New Deal, che ridefinirono il liberalismo sociale americano, portarono a un riallineamento politico degli schieramenti e stabilirono la dominanza democratica della presidenza fino al 1952.

## Contesto storico
Gli anni '20 furono dominati dai repubblicani, che nonostante le divisioni interne tra conservatori e progressisti, vinsero le elezioni del 1920, 1924 e 1928. Il decennio fu caratterizzato da un boom economico, principalmente basato sulla ricostruzione postbellica in seguito alla grande guerra.
La politica economica di crescita infinita fu spezzata nel 1929 dal martedì nero, con cui scoppiò la grande depressione, una delle più gravi crisi economiche nella storia dell'industrializzazione.
Nel primo anno l'amministrazione affrontò la crisi come un problema temporaneo, e Hoover incoraggiò ottimismo economico. Con l'allungarsi e l'aggravarsi della depressione e la perdita di seggi nelle elezioni di metà mandato, l'esecutivo fu costretto ad attuare riforme. Il governo Hoover approvò alcune opere pubbliche e incoraggiò collaborazioni tra lo stato e i privati, ma i repubblicani rimasero risolutamente contrari ad ampliamenti dello stato sociale. Nel 1932, la crisi era ancora in fase acuta.

## Campagna elettorale

### Bipartitismo
I candidati favoriti dalle previsioni ottennero le nomine alle primarie: nonostante il pessimismo e le divisioni dei repubblicani, Hoover fu scelto senza opposizioni significative, mentre Roosevelt, al tempo Governatore di New York, ottenne la nomina superando il candidato del 1928 Al Smith.
Il termine New Deal fu usato verso la fine delle primarie dalla rivista di centro-sinistra New Republic. Preso da uno degli scrittori di discorsi del partito e aggiunto all'ultimo minuto, fu pronunciato per la prima volta da Roosevelt nel discorso di accettazione della nomina, promettendo un «new deal for the American people» («nuovo patto/corso per il popolo americano»). La locuzione divenne presto un termine pigliatutto per raggruppare le proposte economiche di Roosevelt.
La questione centrale della campagna elettorale fu la grande depressione, che i due partiti principali affrontarono in modi diversi. L'uscente Hoover favoriva minore interventismo economico, per lasciar gestire ai privati la ripresa. Roosevelt favoriva maggiori interventi statali e un ampliamento dello stato sociale.
I democratici concentrarono la campagna sull'economia in crisi, incolpando l'amministrazione Hoover e giudicando la gestione della depressione come fallimentare. Nel verso opposto, una delle critiche principali di Hoover a Roosevelt fu l'accusa di estremismo. Roosevelt sfruttò la sinistra, sia il supporto del populista Huey P. Long sia le critiche dei socialisti, per posizionarsi come moderato.
Il proibizionismo fu una questione secondaria importante, con al centro il diciottesimo emendamento della Costituzione, che lo garantiva a livello federale. Entrambi i partiti avevano correnti importanti contrarie e favorevoli.
Hoover, che nel 1928 vinse come forte sostenitore del proibizionismo, dovendo gestire un partito e un elettorato meno stabili si spostò su posizioni più moderate e ambigue. I democratici invece riuscirono a stabilire una posizione di maggioranza alle primarie, e Roosevelt si presentò come antiproibizionista. Il Partito Proibizionista si concentrò sulla difesa dell'emendamento costituzionale, che fu abrogato l'anno successivo.

### Altri partiti

Logo del Partito Socialista d'America

Al di fuori del bipartitismo, la crisi economica rinvigorò il Partito Socialista, con la speranza di replicare i risultati di Eugene V. Debs. Il candidato del partito, Norman Thomas, si presentò come un socialista moderato e riformista, favorevole a maggiori nazionalizzazioni, opere pubbliche e diritti del lavoro.

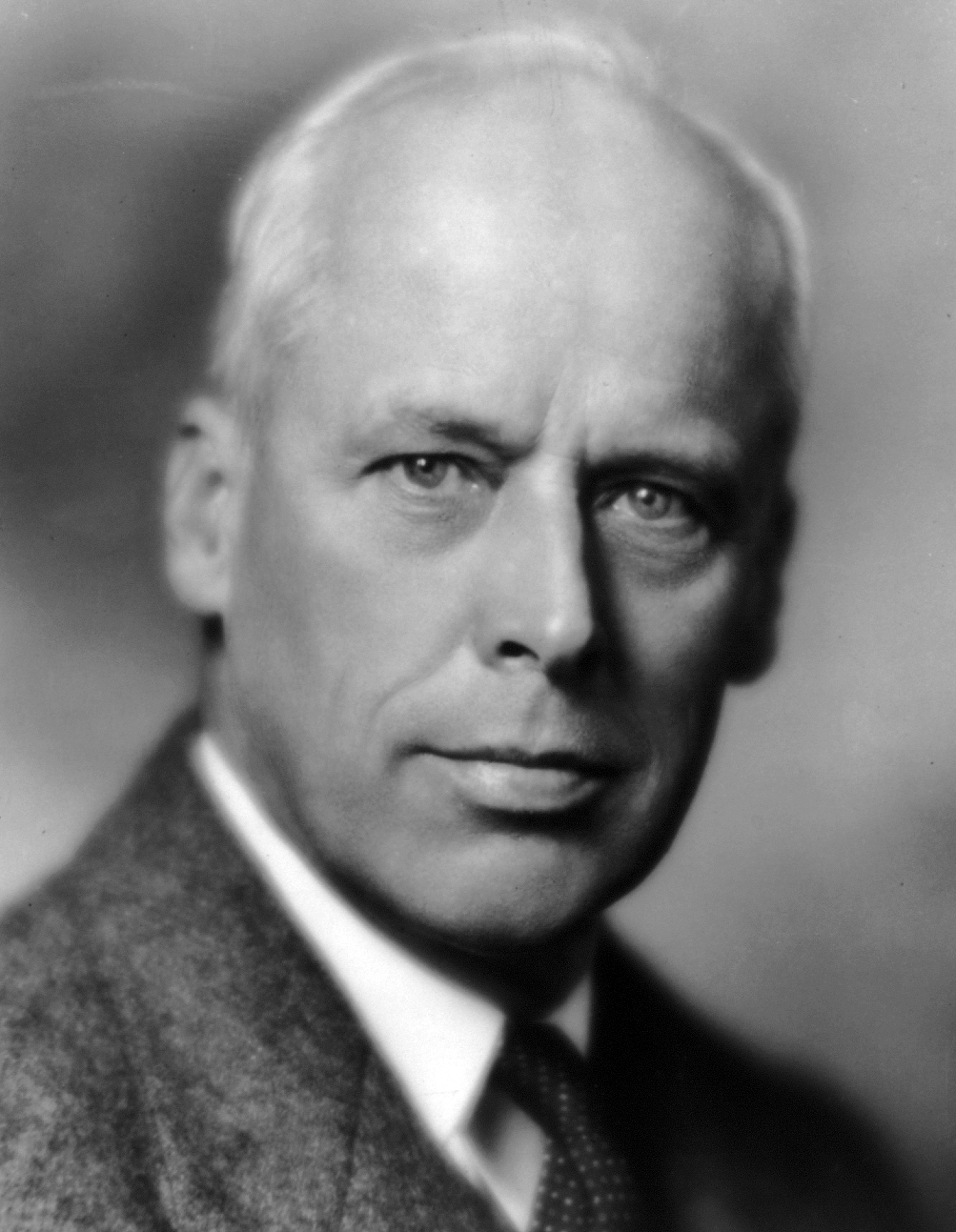
Norman Thomas, candidato del Partito Socialista

La campagna di Thomas si concentrò su proposte per un vasto e generoso ampliamento dello stato sociale, con una tassazione progressiva su terreni, beni e redditi alti per finanziare una grande espansione dei programmi presenti e la creazione di nuovi, come un sistema pensionistico e la sanità pubblica, non presenti negli Stati Uniti.
I buoni risultati dei socialisti nei sondaggi accesero polemiche tra i sostenitori dei partiti principali, in particolare dal Partito Democratico, e Thomas fu accusato di star drenando consensi da Roosevelt. I due partiti intimarono l'elettorato di ignorare il partito minore e di concentrarsi sui principali.
Considerando il sistema capitalistico in crisi, il Partito Comunista tentò una campagna più ampia, ma trovò opposizione. Il partito fu bloccato dalle schede elettorali in diversi stati, e fu represso con l'arresto del leader William Z. Foster e interventi violenti della polizia a manifestazioni e comizi.

## Esito
Roosevelt vinse con margini molto ampi, ottenendo i grandi elettori di tutti gli stati al di fuori del nordest e vincendo il voto popolare. Il risultato fu dovuto a un'ampia coalizione elettorale di vari gruppi demografici, uniti dal malcontento per la situazione socioeconomica. Il voto delle donne, in maggioranza repubblicana dal suffragio femminile, passò per la prima volta ai democratici, che ottennero la maggioranza in entrambe le camere del parlamento statunitense.

Risultati per contee

Roosevelt ottenne consensi particolarmente elevati negli stati del Sud compatto, dove in molti raccolse oltre l'80% del voto popolare. In alcuni stati del profondo Sud, come il Texas, Roosevelt ottenne la maggioranza di preferenze in tutte le contee (comunque senza effetto ulteriore con il maggioritario secco).
Hoover ottenne consensi principalmente negli stati nordorientali, che nel collegio elettorale si tradussero in grandi elettori solo nel nordest.
Al di fuori del bipartitismo, il candidato Norman Thomas del Partito Socialista ottenne il 2,2% dei voti. Nessun altro partito superò l'1%.
La vittoria di Roosevelt e la popolarità del New Deal conclusero la dominanza repubblicana degli anni '20 e avviarono un riallineamento degli schieramenti del paese. Le politiche di Roosevelt ridefinirono il liberalismo sociale americano e stabilirono la dominanza democratica della presidenza fino al 1952. Roosevelt fu l'unico presidente ad essere eletto più di due volte, vincendo le elezioni del 1936, 1940 e 1944, rompendo la tradizione dei due mandati. Fu il presidente più longevo nella storia del paese.

## Risultati
| Candidati                  | Candidati              | Partiti               | Voti       | %     | Delegati |
| Presidente                 | Vicepresidente         | Partiti               | Voti       | %     | Delegati |
| -------------------------- | ---------------------- | --------------------- | ---------- | ----- | -------- |
| Franklin D. Roosevelt (NY) | John Nance Garner (TX) | Democratico           | 22 821 277 | 57,41 | 472      |
| Herbert Hoover (CA)        | Charles Curtis (KS)    | Repubblicano          | 15 761 254 | 39,65 | 59       |
| Norman Thomas (NY)         | James H Maurer (PA)    | Socialista d'America  | 884 885    | 2,23  | –        |
| William Z. Foster (IL)     | James W Ford (AL)      | Comunista             | 103 307    | 0,26  | –        |
| William D Upshaw (GA)      | Frank S Regan (IL)     | Proibizionista        | 81 905     | 0,21  | –        |
| William Hope Harvey (AR)   | Frank Hemenway (DC)    | Liberty Party         | 53 425     | 0,13  | –        |
| Verne L Reynolds (NY)      | JW Aiken (MA)          | Socialist Labor Party | 33 276     | 0,08  | –        |
| Altri candidati            | -                      | -                     | 12 569     | 0,03  | –        |
| Totale                     | Totale                 | Totale                | 39 751 898 | 100   | 531      |